# 아르눌푸스 레멘시스

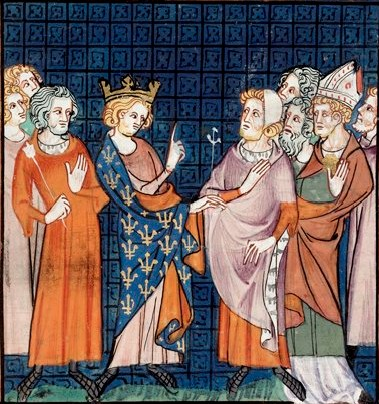
랭스의 아르눌프, 991년

아르눌프(Arnulf de Reims, 967년 - 1021년 3월 5일)는 카롤링거 왕조 출신 서프랑크 왕국의 왕족이자 성직자이다. 랭스 대성당 대주교를 역임하였다. 서프랑크의 왕 로테르 2세의 아들이고, 루이 5세의 동생이다. 988년 ~ 991년과 999년부터 1021년까지 랭스 대주교를 역임했다.

## 생애
루이 4세의 손자이자 로테르 2세의 아들이며, 국왕 루이 5세의 동생이다. 일설에는 로테르 2세의 서자라고도 한다.
사제가 되어 랭스 대성당에 있다가 989년 1월 랭스의 주교 아달베론(Adalberon)이 죽자 랭스 대성당 주교에 임명되었다. 그가 사제가 된 배경에 대해서는 로렌의 샤를이 레온을 자신의 보호령으로 삼은 뒤 그를 자신의 보호하에 랭스 성당의 사제로 만들었다는 설과, 987년 형 루이 5세 사후 위그 카페에 의해서 강제로 머리 깎여서 승려가 되었다는 설이 있다.
아달베로와 제르베르는 귀족들에게 영향력을 행사하여 카롤링거 왕조의 유족인 로타링기아 공작 샤를의 왕위계승권 요구를 묵살하고 위그 카페 공작을 왕으로 선출하도록 했다. 아르눌프는 삼촌인 로렌의 샤를을 도왔지만 결국 실패했고, 987년의 귀족회의에서는 위그카페가 왕으로 선출된다. 샤를은 이에 대항하여 왕위를 요구하며 저항했고, 위그의 비서이자 고문이었던 제르베르는 샤를이 위그를 폐위시키려 하자 위그와 함께 이에 대항했다. 989년 1월 전임자인 아달베로가 죽기 전 제르베르를 자기 후임자로 지목했으나, 위그 카페는 카롤링거 왕조를 예우하는 뜻에서 아르눌프를 대주교 후보로 천거했다. 아르눌프는 무난히 랭스 대성당 대주교가 되었다. 그러나 그해 9월 아르눌프는 랭스를 자기 삼촌 샤를에게 팔아넘겼고, 샤를은 제르베르를 감금했다. 그러나 8개월 후 제르베르는 간신히 도망쳐나와 위그의 궁전으로 피신했으나, 공작 샤를과 쿠데타를 기도했다는 의혹을 받았다.
990년 6월 위그 카페는 주교들을 설득 교황 요한네스 15세에게 아르눌프를 단죄하여 물러나게 하고 그들이 새로운 대주교를 축성한 것을 승인해 줄 것을 요청했다. 991년 3월 샤를과 함께 위그 카페에 의해 체포되어 랭스 근처에 있는 생발드 베르지에서 공의회를 열고 아르눌프를 파면했다. 그러나 그 뒤를 이어 대주교가 된 제르베르는 대주교로 선출되었으나 곧 교황청과 불화를 겪게 되었다. 991년 길베르트 드 오리아크와 로렌의 샤를이 위그 카페에 저항하여 반란을 일으켰다가 패하고 투옥된 뒤 다시 랭스 대성당 대주교에 임명됐다. 이후 1021년 임종시까지 랭스 대주교직을 지냈다. 일설에는 아르눌프도 로렌의 샤를이 일으킨 반란에 가담했다가 체포, 유죄 판결을 받았으며, 자신의 생명을 구하기 위해 사직을 강요당했으나 버텼다는 설도 있다.

## 가계
- 할아버지 루이 4세
  - 숙부 샤를 드 로렌
- 아버지 로테르 2세
- 어머니 이탈리아의 엠므, 이탈리아의 왕 로타리오 3세의 딸[1]
  - 형 루이 5세
  - 형수 아키텐의 아델라이드, 이혼

## 같이 보기
- 로테르
- 루이 5세